# 海马汽车
海马汽车集团股份有限公司（深交所：000572）是中国深圳证券交易所的一家上市公司，主营业务范围为交通运输设备制造业，包括汽车设计、生产与销售。
海马汽车创始于1992年，当时称为海南马自达（现海马汽车即海南马自达的缩写），是海南省人民政府与马自达合资成立，以生产销售马自达汽车。2006年，马自达的股权被中国第一汽车集团公司购买，尽管海马汽车仍然部分沿用马自达汽车技术。2012年，海马汽车年生产量达到大约40万輛。2013年，销售额达到157242辆，并在当年中国销售额第28名、国产品牌第12名。

## 发展

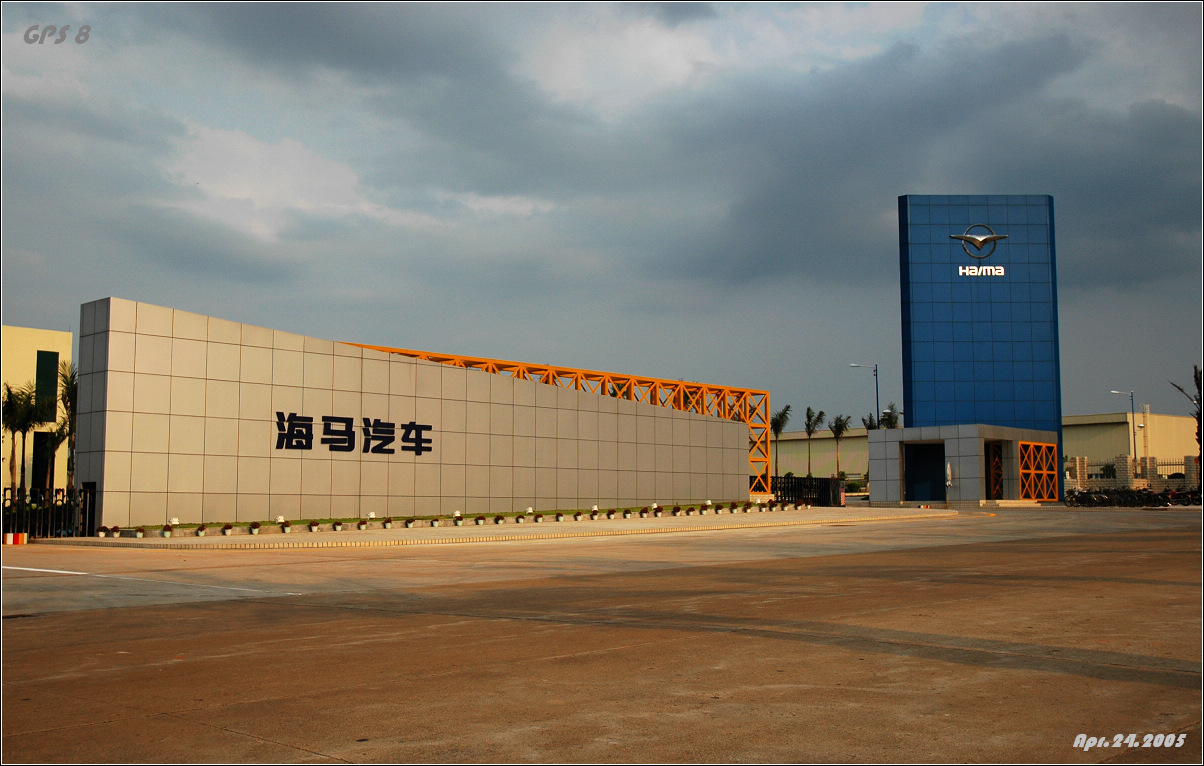
海马汽车海口金盘旧厂

### 海南馬自達
1992年，海南省人民政府与马自达合资成立海南马自达公司，生产在中国销售的马自达汽车。合资公司协议持续到2006年后，马自达将其股份卖给一汽集团；公司也成为一汽集团控股公司。而海马公司仍然保留权利销售剩下的马自达汽车，并继续采用马自达技术进行新款设计，但被禁止采用马自达商标。
2005年，海马汽车借壳海南金盘实业股份有限公司，登陆A股资本市场。2008年，海马汽车开始独立创建产业，并保持年产量超过10万。此外并建立分厂，分别位于海南海口市以及河南郑州市，各自拥有15万的产量。
海马公司与马自达的合作不遲於2009年4月终止 。2010年11月，海马汽车在俄罗斯合作开设分厂。

### 困境與轉型
2016年2月，海马将总部调往河南郑州，在海马汽车集团新的五年规划中，海马将陆续推出6款新能源车，包括纯电动A级轿车、纯电动A00级车、纯电动MPV，2017-2018年将推出纯电动SUV、插电混动SUV和插电混动A级轿车；并开始布局无人驾驶技术。同年4月，原东风汽车副总经理郭振甫加盟海马，担任海马汽车集团副总裁，并负责新能源汽车领域。
2018年，由于业绩不佳，亏损数十亿元，沪交所对海马股票发出公告，海马股票交易名称变更为*ST海马。
2019年，由于累计数年的亏损，海马集团相继变卖房屋资产、转让上海海马汽车研究院、海马物业股权等。2020年雖然公司努力控制虧損，但銷售也下降，一度面臨退市危機。
2021年7月，一汽将所持有的一汽海马49%股权无偿转让给海南省发展控股有限公司（海南控股海)。海马汽车持有一汽海马51%的股份，海南控股持有一汽海马49%的股份。
2023年，豐田與中國海馬汽車針對燃料電池車展開合作，同時也在海南開展租車業務。海馬打算回到一度退出的俄羅斯賣車，可能以先商用車立穩腳跟。

## 治理结构
根据海马汽车2015年年报，公司治理结构如下：
| 子公司名称                   | 主要经营地   | 注册地       | 业务性质   | 持股比例                       | 取得方式 |
| ---------------------------- | ------------ | ------------ | ---------- | ------------------------------ | -------- |
| 一汽海马汽车有限公司         | 海南海口     | 海南海口     | 制造业     | 51.00%（直接）                 | 企业合并 |
| 一汽海马动力有限公司         | 海南海口     | 海南海口     | 制造业     | 51.00%（间接）                 | 投资设立 |
| 上海海马汽车研发有限公司     | 上海         | 上海         | 服务业     | 100.00%（间接）                | 企业合并 |
| 海马汽车有限公司             | 河南郑州     | 河南郑州     | 制造业     | 100.00% （直接）               | 投资设立 |
| 海马商务汽车有限公司         | 河南郑州     | 河南郑州     | 制造业     | 100.00% （直接）               | 企业合并 |
| 海南金盘实业有限公司         | 海南海口     | 海南海口     | 服务业     | 100.00%（直接）                | 投资设立 |
| 海南金盘饮料有限公司         | 海南海口     | 海南海口     | 饮食加工业 | 100.00%（间接）                | 投资设立 |
| 海南金盘物业管理有限公司     | 海南海口     | 海南海口     | 服务业     | 100.00% （间接）               | 投资设立 |
| 海南金盘物流有限公司         | 海南海口     | 海南海口     | 运输业     | 100.00%（间接）                | 投资设立 |
| 海马财务有限公司             | 海南海口     | 海南海口     | 金融业     | 47.37%（直接） 5.26%           | 投资设立 |
| 海马汽车销售有限公司         | 河南郑州     | 河南郑州     | 商业       | 100.00%（间接）                | 投资设立 |
| 海南海马汽车国际贸易有限公司 | 海南海口     | 海南海口     | 商业       | 100.00%（直接）                | 投资设立 |
| 洋浦海通达物流有限公司       | 海南海口     | 海南洋浦     | 运输业     | 100.00% （间接）               | 投资设立 |
| 河南海马物业服务有限公司     | 河南郑州     | 河南郑州     | 服务业     | 100.00% （间接）               | 投资设立 |
| 海马汽车俄罗斯有限责任公司   | 俄罗斯莫斯科 | 俄罗斯莫斯科 | 商业       | 1.00% （直接） 99.00% （间接） | 企业合并 |

## 产品

### 现产品
海马汽车的现有产品中，以下技术获得马自达授权：
- 海马-郑州工厂
  - 海马1 "王子" (1.0升)
  - 海马1 "爱尚" (1.0升)
  - 海马福仕达
  - 海马M3
  - 海马M6
  - 海马S5

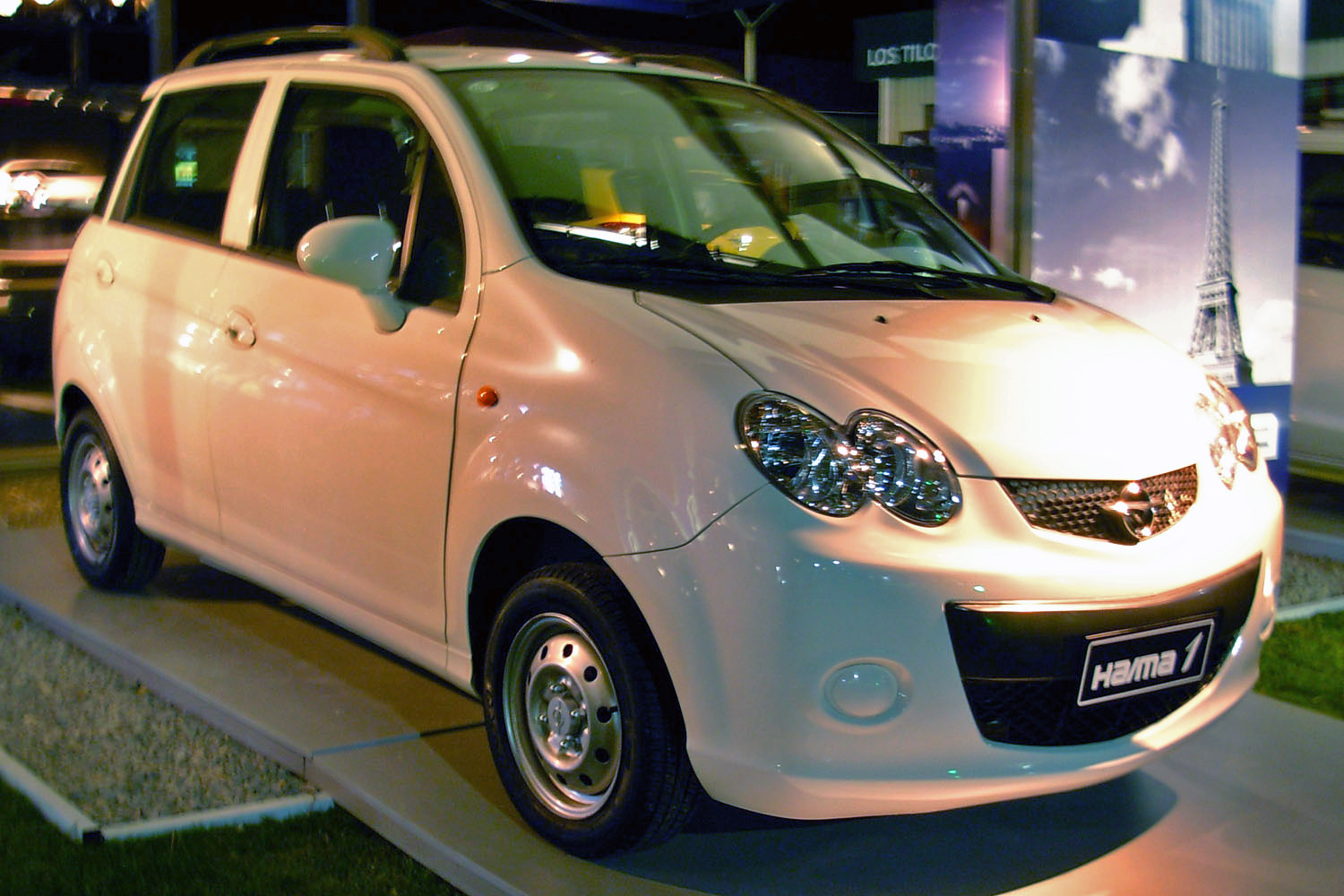
Haima 1
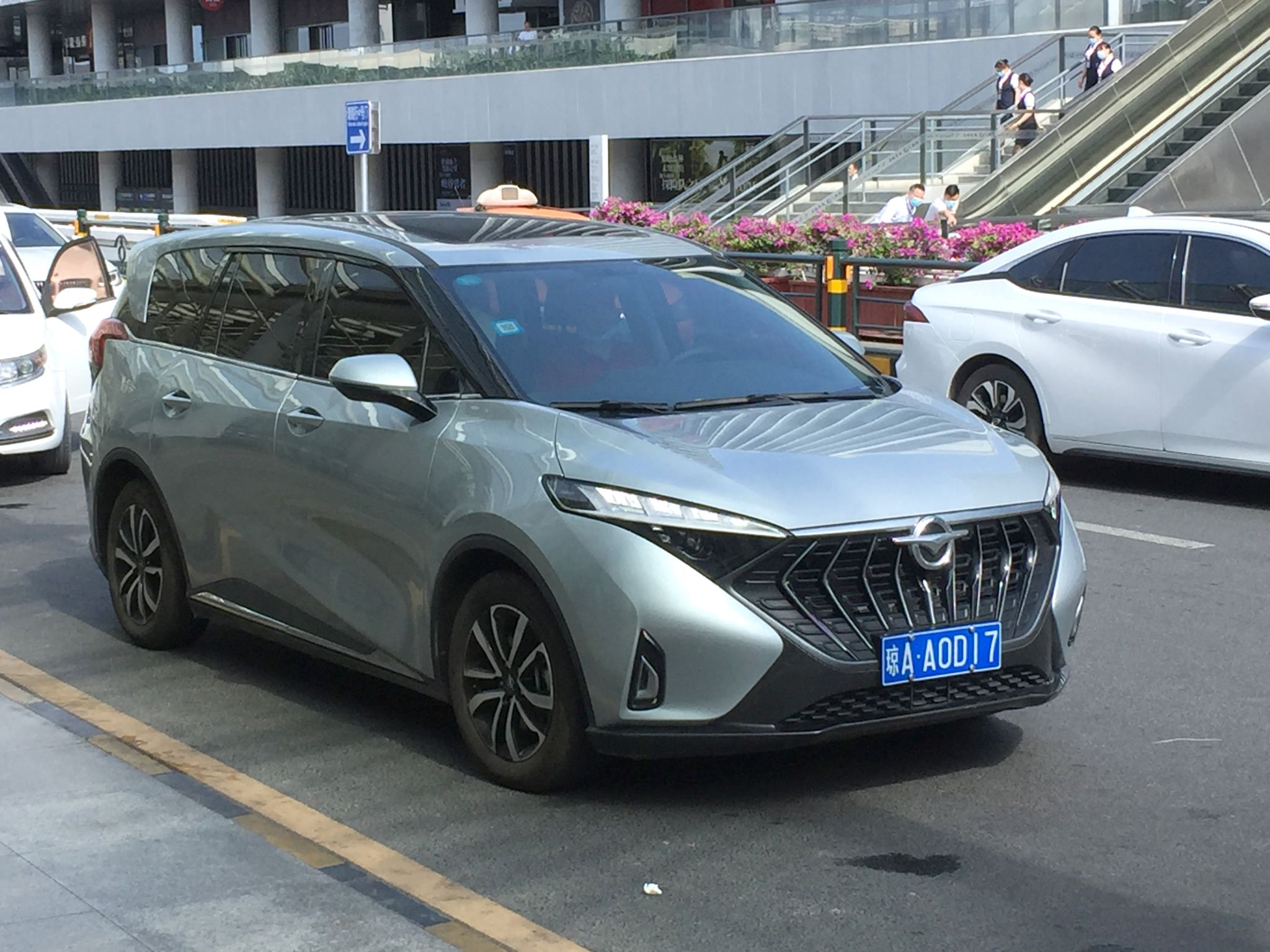
Haima 7X
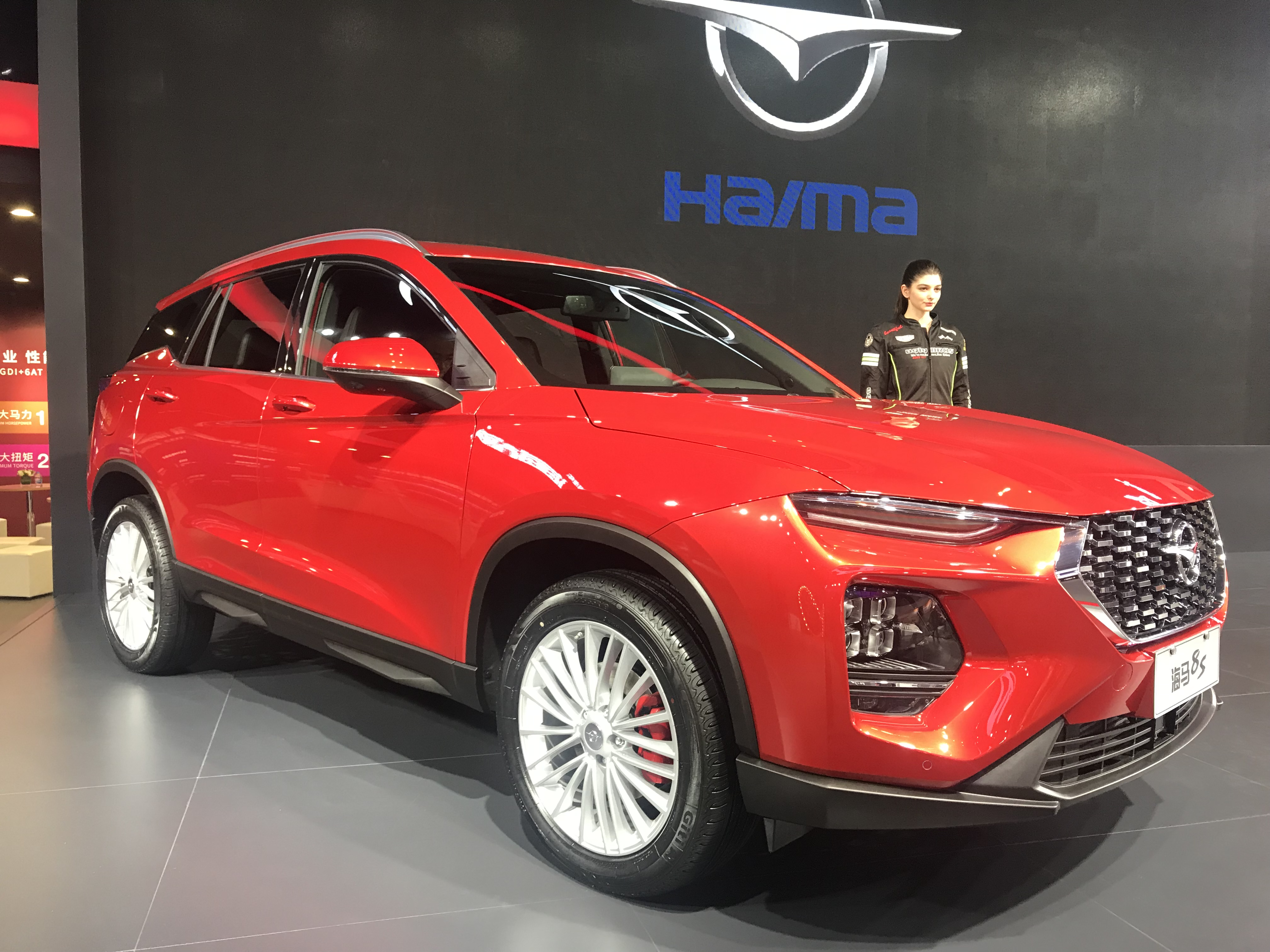
Haima 8S
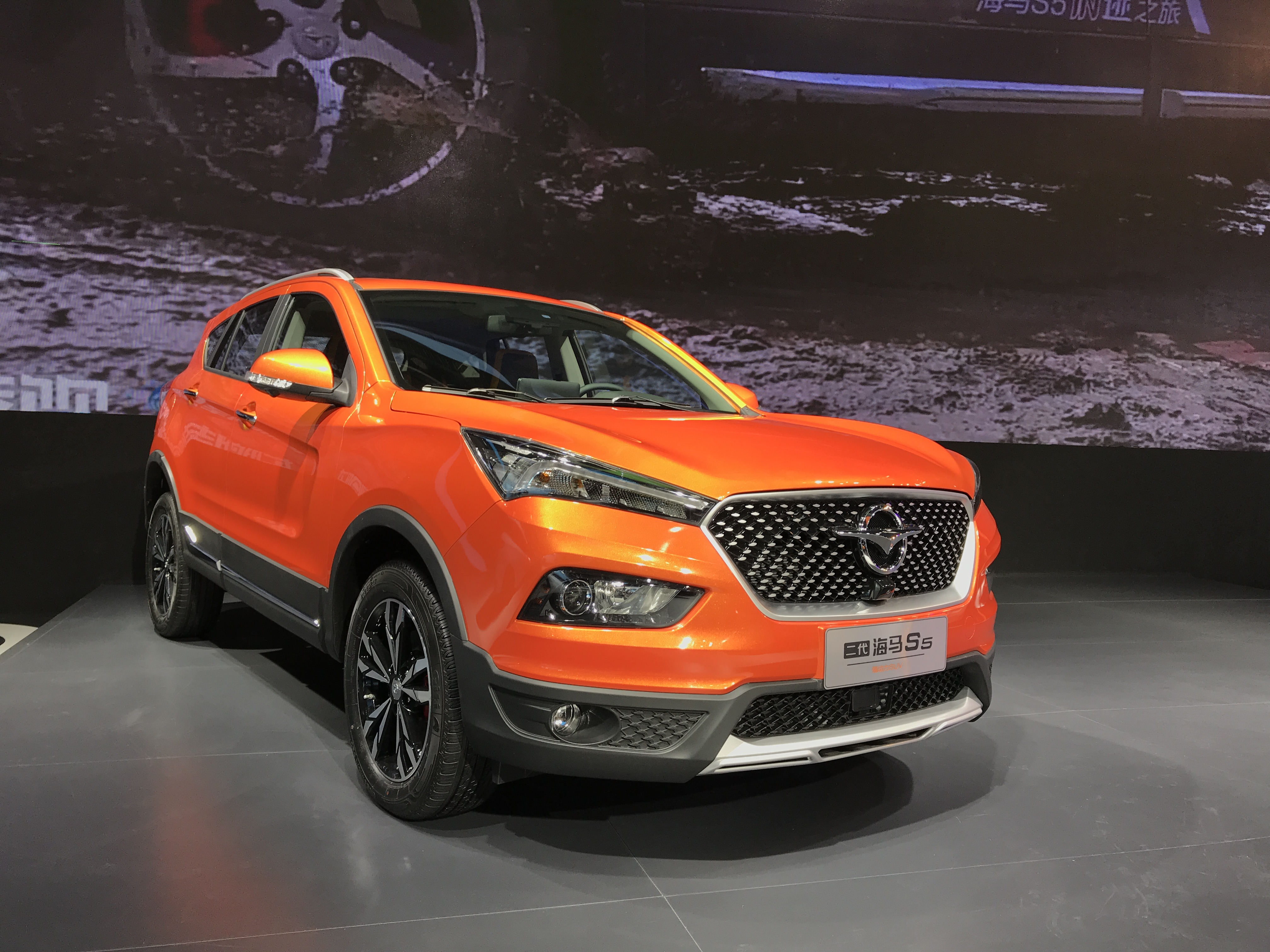
Haima S5/6P

- 海马-海口工厂
  - 海马2 (1.3 and 1.5 升)
  - 海马M3 (1.5 升)
  - 海马海福星 (1.3 升)
  - 海马3 (1.6 升)
  - 海马福美来 (1.6 升)
  - 海马M5 (1.5 and 1.6 升)
  - 海马M8 (1.8 and 2.0 升)
  - 海马普力马 (1.6 和 1.8 升)
  - 海马S5 SUV (1.6 升)
  - 海马7 SUV (2.0 升)
  - 海马S7 SUV (2.0 升)

- 海马2
- 海马2-C
- 海马福M3
- 海马3
- 海马3
- 海马福美来II
- 海马福美来VS
- 海马M5
- 海马M8
- 海马S5
- 海马7
- 海马S7
- 海马普力马

### 此前产品
海马汽车曾经生产以下产品：
- 马自达626
- 马自达929
- 马自达6450MPV
- 马自达6440
- 马自达6470
- 海马CA7130
- 海马CA6430M

### 代工产品
2018-2021年间，海马汽车曾在郑州工厂为小鹏汽车生产部分早期车型。
- 小鹏IDENTY X
- 小鹏G3

## 销售
| 年代 | 总销量  |
| ---- | ------- |
| 2009 | 118,000 |
| 2010 | 200,000 |
| 2011 | 230,000 |
| 2014 | 180,870 |
| 2015 | 181,446 |